# 張九思
张九思（?—?），字全行，金朝大臣，锦州（今辽宁省锦州市）人。
皇统初年，补任行台省女直译史，担任同知易州事，三次升迁为亳州防御使、归德府尹。刘仲延在泗州接受南宋岁贡，张九思作为副手。之前受宋朝岁贡，常常以贡物不精，斥责宋使，宋使私下送银币数百千钱习以为常，张九思独不肯受，刘仲延听从，于是私馈停止。从大理评事，转任大理少卿。张九思推荐双虔的儿子清池令双申恩廕。改任工部郎中，大兴少尹，同知中都都转运使事，转刑部侍郎、工部侍郎。
张九思清廉，但急于进取，不恤百姓。检括官田，只要地名疑似，如皇后店、太子庄、燕乐城之类，不问是否民田，一切籍没。金世宗告诫他，转任御史中丞、工部尚书。年老，更加刚愎自用，皇帝对左丞张汝弼说应该让张九思外任。于是，张九思之子张若拙为尚书省令史，冒填诏敕，事发，逃命在外。张汝弼上奏其事，皇帝说：“张九思岂不知张若拙在哪里？可免其官，让他捕拿张若拙，捕获之日，再让他当官。”张九思闻命惊慌失措，得病而亡。

## 延伸阅读
[在维基数据编辑]
 《金史·卷90》，出自脱脱《遼史》
 《新元史/卷186》，出自柯劭忞《新元史》